# التمريض في الإسلام
في الإسلام، يقدم الممرضون خدمات الرعاية الصحية للمرضى والأسر والمجتمعات كدليل على حب الله ومحمد. مهنة التمريض ليست جديدة على الإسلام. تشمل التقاليد الإسلامية التعاطف والمسؤولية تجاه المحتاجين. ظهر هذا المنظور خلال تطور الإسلام كدين وثقافة وحضارة.

## أول ممرضة في الإسلام
أول ممرضة محترفة في تاريخ الإسلام هي امرأة تدعى رفيدة بنت سعد، والمعروفة أيضًا باسم رفيدة الأسلمية، ولدت عام 620 (تقديريًا) وعاشت في زمن محمد. تنحدر من قبيلة بني أسلم في المدينة المنورة، وكانت من أوائل من اعتنق الإسلام في المدينة المنورة. تلقت رفيدة تدريبها ومعرفتها في الطب من والدها، وهو طبيب، كانت تساعده بانتظام. في الوقت الذي انخرط فيه أتباع محمد الأوائل في الحرب، قادت مجموعة من الممرضات المتطوعات إلى ساحة المعركة لعلاج الجرحى والمحتضرين ورعايتهم. بعد قيام الدولة الإسلامية في المدينة المنورة، أذن لها محمد بإقامة خيمة خارج المسجد لعلاج المرضى وتدريب المزيد من النساء والفتيات المسلمات على التمريض. توصف رفيدة بأنها امرأة تمتلك صفات الممرضة المثالية: الشفقة، التعاطف، قائدة جيدة ومعلمة عظيمة. يقال إنها قدمت التثقيف الصحي للمجتمع، وساعدت المحرومين (مثل الأيتام والمعاقين)، ودافعت عن الرعاية الوقائية، وحتى أنها صاغت أول مدونة في العالم لأخلاقيات التمريض.

## اقرأ أيضًا
- القانون في الطب
- العصر الذهبي للإسلام
- العلم في عصر الحضارة الإسلامية
- اختراعات المسلمين